# Оводник тридюймовий
Оводник тридюймовий, егілопс тридюймовий (Aegilops triuncialis) — вид квіткових рослин із родини злакових (Poaceae).

## Біоморфологічна характеристика
Однорічна рослина 10–50(70) см, волосиста. Стеблини пучкові, прямовисні чи колінчасто-висхідні. Листові пластини плоскі, шорсткі, волохаті чи голі до 10 см завдовжки й 1–2 мм ушир. Колос блідо-зелений або сизуватий, 3–6,5 см, звужується до верхівки, з 1–2 рудиментарними колосками біля основи. Плодючих колосочків (3)4–6. Колоскові луски найбільш нижніх колосочків 7–10 мм у довжину. Родюча лема довгаста, 7–10 мм у довжину. Остюки кінцевих колосочків 3–6 см завдовжки, помітно довші, ніж у бічних. Палея 8–10 мм у довжину. Зернівка ≈ 9 × 2,5 см, вузько-яйцювата. 2n = 28, 42.
Цвіте і плодоносить з травня по серпень.

## Середовище проживання
Зростає у Північній Африці (Алжир, Туніс, Лівія, Марокко), центральній і західній Азії (Кувейт, Афганістан, Кіпр, Єгипет [Синай], Іран, Ірак, Ізраїль, Йорданія, Ліван, Сирія, Туреччина, Вірменія, Азербайджан, Казахстан, Киргизстан, Таджикистан, Туркменістан, Узбекистан, Пакистан), південній частині Європи (пд.-євр. Росія, Україна, Албанія, Болгарія, Боснія і Герцеговина, Греція, Хорватія, Італія (вкл. Сардинія, Сицилія), Північна Македонія, Румунія, Сербія, Словенія, Іспанія, Франція (вкл. Корсика), Португалія); натуралізований у США.
Зростає в сухих, дещо порушених місцях проживання, таких як перелоги, узбіччя доріг, пустки, піщані ваді та сухі скелясті схили пагорбів і гір, він також присутній на узліссях і в межах вирощування, таких як оливкові гаї, виноградники, цукровий буряк, плантації фруктових дерев і зернових культур. Зустрічається переважно на вапнякових і базальтових породах, росте на різних текстурах ґрунтів, часто на глині та супіщаниках, глині та гравію в районах з річною кількістю опадів 350—700 мм. Висота зростання від 0 до 2700 метрів.
В Україні вид росте на сухих схилах і як бур'ян іноді на кам'янистих субстратах — у Кримському передгір'ї і Південному Криму, зазвичай; як занесене в ок. м. Броди Львівської області.

## Використання
Насінина — дрібна, неважка, їстівна — використовується як крупа для приготування хліба тощо. Вид здатний гібридизуватися з сучасними пшеницями і, отже, може бути корисним у програмах селекції пшениці.

## Синоніми
Синоніми: Aegilopodes triuncialis (L.) Á.Löve, Aegilops aristata Req. ex Bertol., Aegilops echinata C.Presl, Aegilops persica Boiss., Aegilops squarrosa L., Triticum persicum (Boiss.) Aiton & Hemsl., Triticum triunciale (L.) Raspail

## Галерея

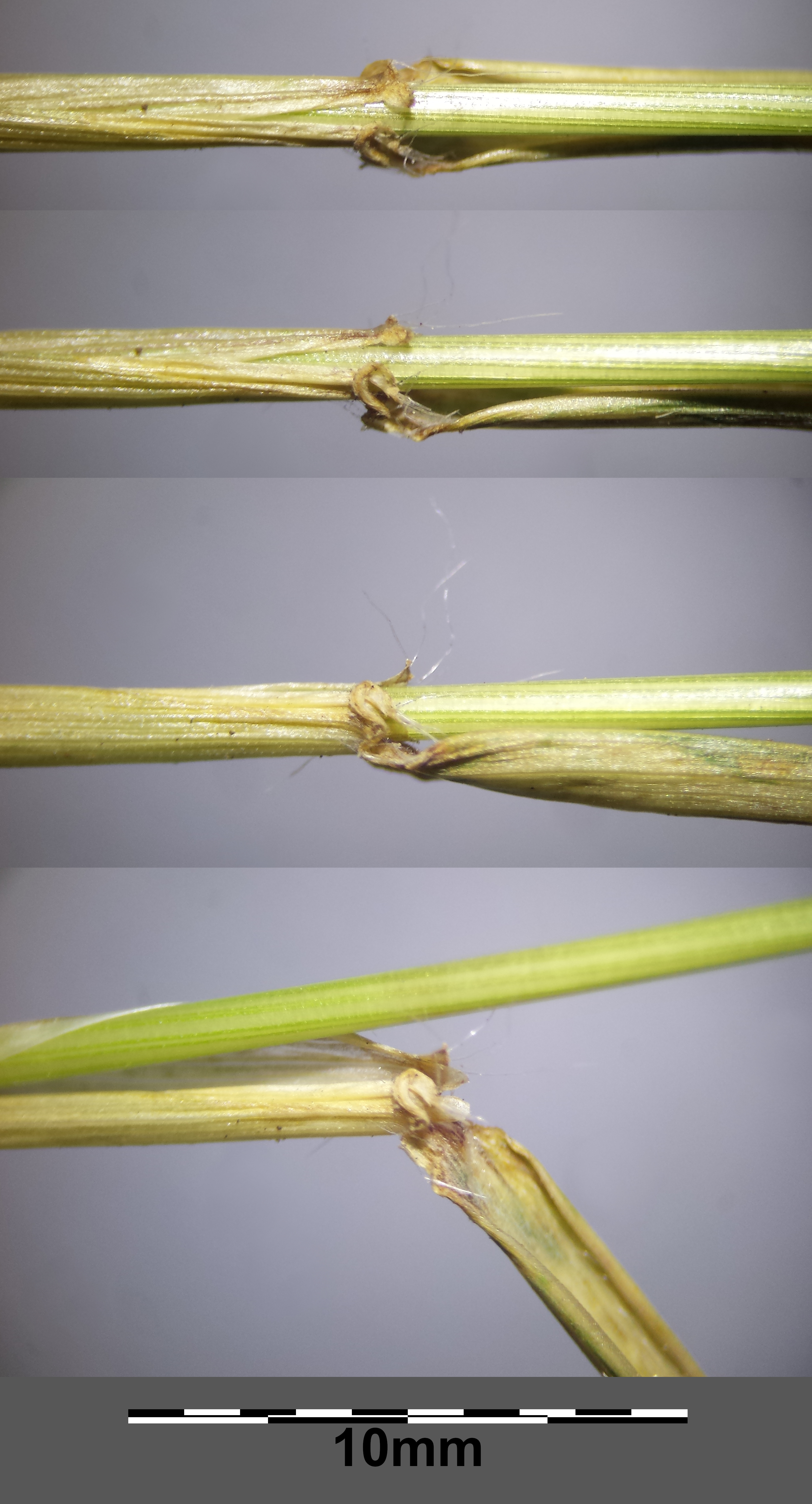
стебло з листовою піхвою й лігулою
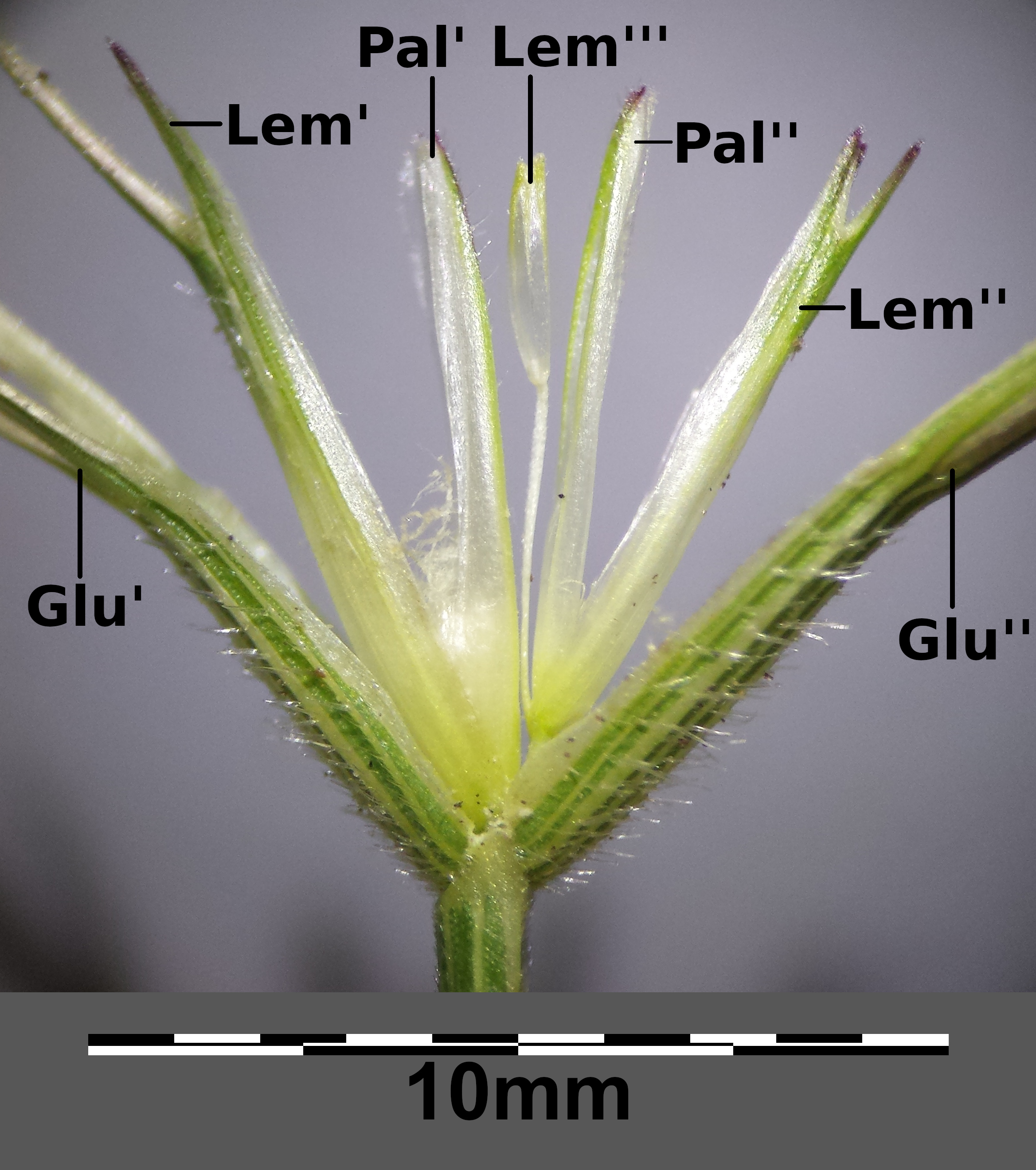
колосочок
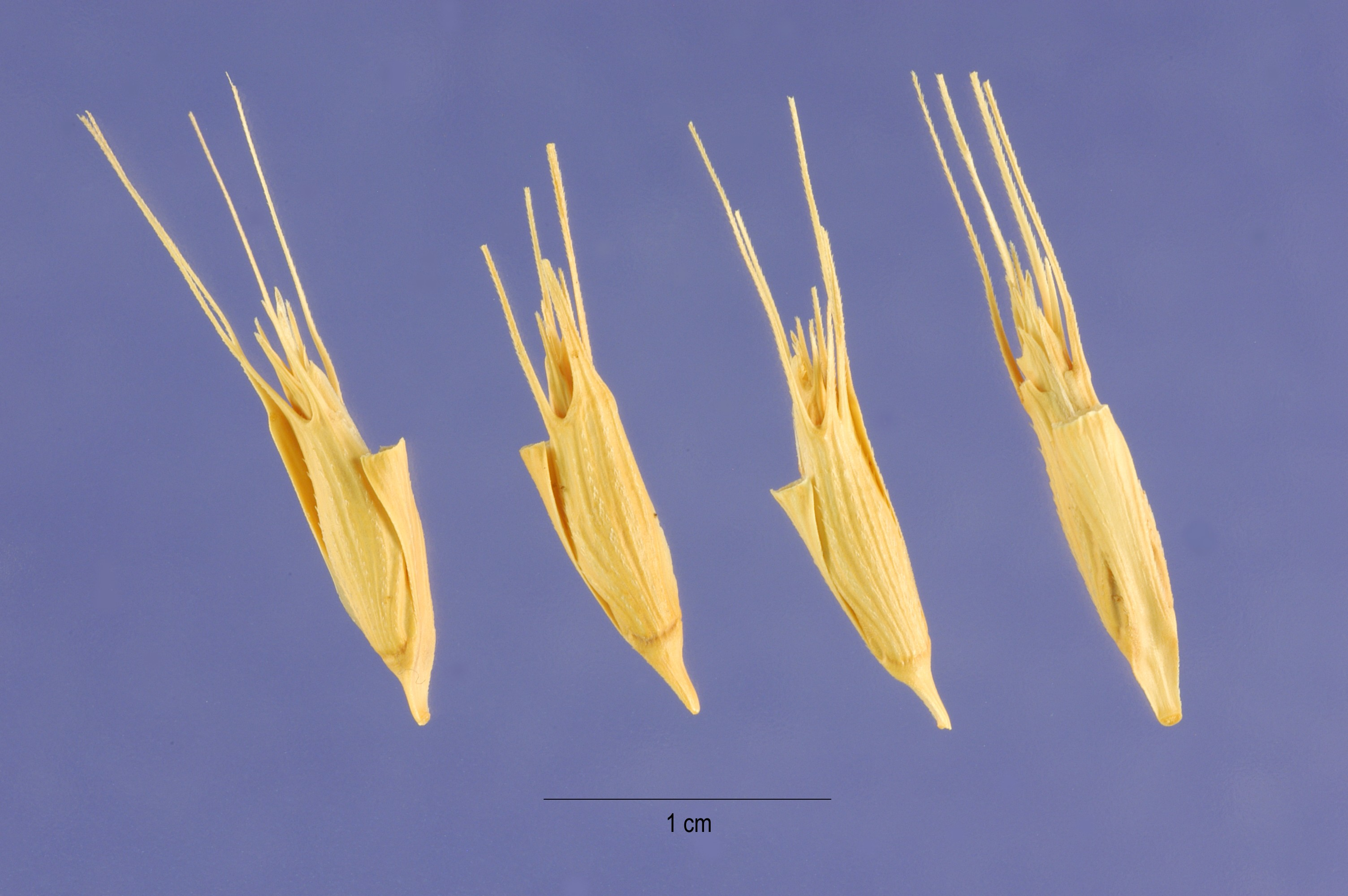
плоди
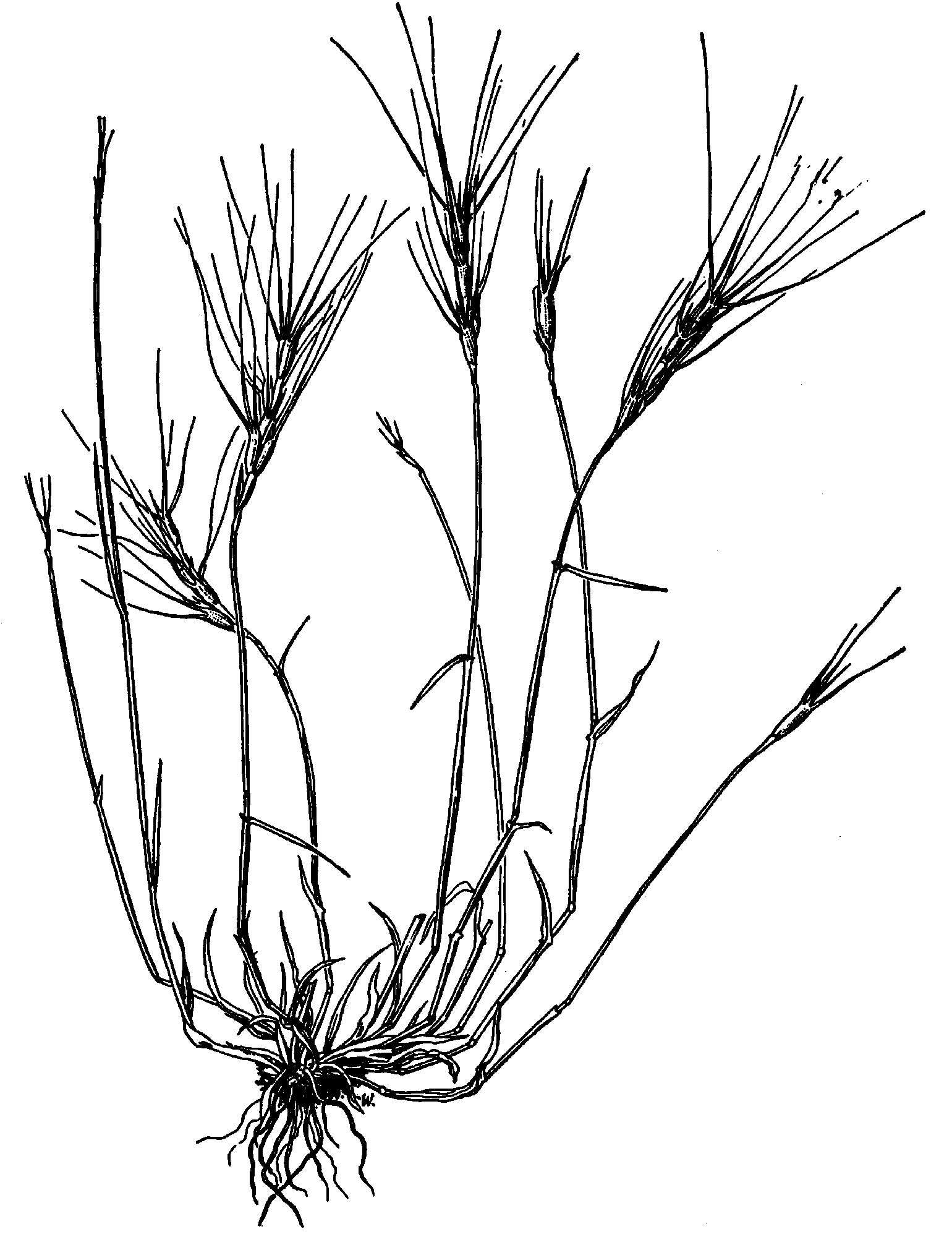
ілюстрація